# 岩田達七
岩田 達七（いわた たつしち、1950年 - ）は、日本の実業家、マドラス代表取締役社長である。

## 経歴
1950年に岩田孝七の長男として愛知県に生まれる。慶應義塾大学経済学部卒業後、73年にマドラス（旧亜細亜製靴株式会社）入社。80年に同取締役、84年に同代表取締役、2010年に現職。関連会社の代表取締役も務める。弟の岩田栄七は同会長、岩田工機代表取締役社長を務めた。

## 家族・親族
- 曽祖父・初代武七（岩田屋創業者）[2]
愛知県平民である岩田弥左衛門の弟として、弘化4年（1847年）5月1日に中島郡東五城村で生まれる。岩田家は酒造業を営んでおり、父は岩田武右エ門であった[3]。家は裕福ではあったが、次男が故に明治6年（1873年）2月に独立し、岩田屋を開く。明治41年（1908年）にはイギリスより蒸気自動車を輸入し、名古屋初の乗り合いバス事業を開始した。明治44年（1911年）には、犬山ガス会社（現・犬山ガス株式会社）を設立。
- 曽祖母・すゑ[2]
安政2年（1855年）9月生まれ。岐阜県平民、尾関弥兵衛の三女。
- 祖父・2代目武七（亜細亜製靴株式会社社長）[4]
初代武七と妻のすゑの長男として、明治17年（1884年）6月に生まれる。大正4年（1915年）、家督相続と共に前名の正治郎を改め、武七を襲名する。岩田商店（現・岩田工機）を法人化させ、大正10年（1921年）に亜細亜製靴株式会社（現・マドラス）を設立。他にも飛騨川温泉土地株式会社や日本地熱製塩株式会社を設立した。また篤志家としての一面もあり、大正13年（1923年）には、私財を投じて名古屋市立第三高等女学校の創設を支援した（後に愛知県立第一高等学校と合併、現・愛知県立旭丘高等学校）[3]。浄土真宗を信仰[5]。
- 祖母・きた[4]
明治25年（1892年）12月生まれ。岐阜県平民、佐伯最三の妹。
- 父・孝七（マドラス元社長）[4]
2代目武七と妻のきたとの間に大正5（1916年）2月に生まれる。昭和12年（1937年）に国立名古屋高等商業学校（現・名古屋大学経済学部）を卒業と同時に家業に入り、直ちに専務に就任。戦後は軍靴の生産を民需に転換し、昭和22年（1947年）、栄に株式会社アジアを設立して直営店を開いた。昭和40年（1965年）にはイタリアの世界的高級靴メーカー「マドラス社」と技術提携した。昭和58年（1983年）にマドラスブランドの全世界の製造販売権をイタリア・マドラス社より取得し、社名をマドラス株式会社に変更した[3]。
次女の恭子はアイティーオー元専務の伊藤己紀雄の妻[6]。
- 伯父・正作（岩田工機元社長、亜細亜製靴株式会社監査役）[5]
大正3年（1914年）11月生まれ。2代目武七の長男[7]。
- 伯母・美恵子[5]
大正6年（1917年）7月生まれ。直井修三の次女。高山高等女学校（現・岐阜県立高山高等学校）出身。
- 叔父・誠三（国際鳩連盟理事、マドラス元社長）[4]
大正7年（1918年）11月生まれ。慶應義塾大学経済学部出身[5]。長女の和子は能楽師である梅若六郎 (56世)の妻、次女の英子はサントリーホールディングス代表取締役会長である佐治信忠の妻である[8]。
なお、義弟にカネヨ元社長の服部英一がいる[9]。また服部の義兄に名古屋鉄道副社長の神野三男（中部瓦斯初代社長・神野三郎の三男）がいるため、名古屋で有数の資産家・神野家と岩田家は閨閥関係にある。
- 弟・栄七（岩田工機元代表取締役社長）[1]